# Earl Jeffrey Richards
Earl Jeffrey Richards (* 14. August 1952) ist ein US-amerikanischer Romanist.

## Leben
Er erwarb an der Princeton University 1974 den A.B. (Romanische Sprachen) und 1977 den AM (Vergleichende Literaturwissenschaft). Mit seiner Arbeit über Dante Alighieri erwarb er 1978 den Ph.D. (Vergleichende Literaturwissenschaft) bei Karl D. Uitti und Robert Hollander.
Er forschte von 1975 bis 1977 an der Princeton University, von 1978 bis 1981 an der Westfälischen Wilhelms-Universität Münster, von 1982 bis 1983 an der Purdue University, 1983 an der Rheinisch-Westfälischen Technischen Hochschule Aachen, von 1983 bis 1984 an der State University of New York at Stony Brook, von 1984 bis 1990 an der University of North Carolina at Chapel Hill, von 1990 1994 an der Tulane University und von 1994 bis 1995 an der Technischen Universität Chemnitz-Zwickau. An der Universität Wuppertal war er ab 1995 Professor für Romanistik.
Seine Forschungsschwerpunkte sind mittelalterliche Literatur, Literaturgeschichte und europäische Literatur des 18. Jahrhunderts. Er beherrscht Englisch, Französisch, Deutsch, Italienisch, Latein, Griechisch und Sanskrit.

## Schriften (Auswahl)
- Dante and the Roman de la Rose. An investigation into the vernacular narrative context of the Commedia. Tübingen 1981, ISBN 3-484-52184-8.
- Modernism, medievalism and humanism. A research bibliography on the reception of the works of Ernst Robert Curtius. Tübingen 1983, ISBN 3-484-52196-1.